# Chromadorea
Chromadorea là một lớp của ngành giun tròn, Nematoda. Chúng chứa một phân lớp duy nhất (Chromadoria) và một số bộ.

## Bộ
Tạm thời, các bộ sau được đặt ở đây:
- Araeolaimida
- Ascaridida[cần kiểm chứng]
- Chromadorida
- Desmodorida
- Desmoscolecida
- Diplogasterida[cần kiểm chứng]
- Monhysterida[cần kiểm chứng]
- Oxyurida[cần kiểm chứng]
- Rhabditida
- Rhigonematida[cần kiểm chứng]
- Spirurida[cần kiểm chứng]
- Tylenchida[cần kiểm chứng]

## Hình ảnh

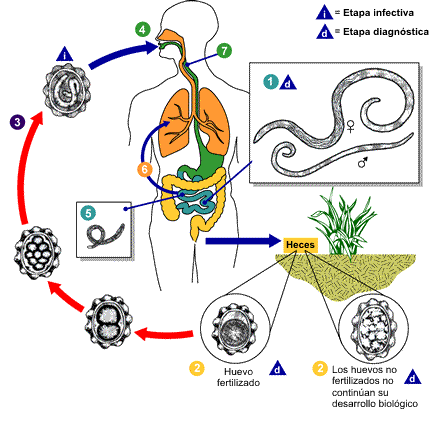